# Руис, Пабло Энрике
Пабло Энрике Руис (исп. Pablo Enrique Ruíz; 20 декабря 1998, Комодоро-Ривадавия, Аргентина) — аргентинский футболист, полузащитник клуба «Реал Солт-Лейк».

## Клубная карьера
Руис — воспитанник футбольной академии «Сан-Лоренсо». В 2017 году Пабло подписал свой первый профессиональный контракт с чилийским «Сан-Луис Кильота». 6 августа в матче против «Эвернтона» из Винья-дель-Мар он дебютировал в чилийской Примере. В начале 2018 года Руис перешёл в американский «Реал Солт-Лейк». 12 апреля в матче против «Нью-Йорк Сити» он дебютировал в MLS.

## Международная карьера
В 2015 году Руис стал серебряным призёром в юношеском чемпионате Южной Америки в Парагвае. На турнире он сыграл в матчах против команд Боливии, Чили, Парагвая, Бразилии, а также дважды против Уругвая и Эквадора. В поединке против боливийцев Пабло сделал дубль.
В том же году Руис принял участие в юношеском чемпионате мира в Чили. На турнире он сыграл в матчах против команд Германии, Мексики и Австралии.

## Достижения
Международные
 Аргентина (до 17)
- Юношеский чемпионат Южной Америки — 2015